# Ernst Leuninger (Politiker)
Ernst Leuninger (* 5. Mai 1914 in Mengerskirchen, Hessen; † 19. Februar 1993) war ein deutscher Politiker (CDU, SPD). Er wirkte unter anderem als Abgeordneter des Hessischen Landtags.

## Ausbildung und Beruf
Ernst Leuninger machte nach dem Besuch der Volksschule von 1930 bis 1934 in Berlin eine Lehre als Schriftsetzer. Von 1933 bis 1936 absolvierte ein Abendgymnasium, schloss dieses mit dem Abitur ab und studierte danach an der Kunstgewerbeschule. 1939 bis 1945 leistete er Kriegsdienst. Nach dem Krieg war er gewerkschaftlich tätig und bis 1964 Vorsitzender des DGB-Landesbezirks in Hessen. 1964 wurde Direktor der Landesversicherungsanstalt Hessen.

## Politik
Leuninger gehörte nach dem Krieg zu den Gründern der CDU Hessen. Am 19. Mai 1957 trat er aus der CDU aus und wurde Mitglied der SPD. Für diese war er vom 1. Dezember 1958 bis zum 30. November 1970 Mitglied des Hessischen Landtags. Vom 30. März 1960 bis zum 30. November 1966 war er stellvertretender Vorsitzender der SPD-Fraktion. 1959, 1964 und 1969 war er Mitglied der Bundesversammlung.

## Sonstige Ämter
Ernst Leuninger war 1961 bis 1964 Mitglied des Rundfunkrates des Hessischen Rundfunks.

## Ehrungen
- 1971: Bundesverdienstkreuz I. Klasse
- 1976: Ehrenplakette der Stadt Frankfurt
- 1977: Wilhelm-Leuschner-Medaille
- 1979: Großes Bundesverdienstkreuz am Bande